# Каржавин, Ерофей Никитич
Ерофе́й Ники́тич Каржа́вин (1719—1772) — русский писатель, переводчик, просветитель. Известен как первый переводчик на русский язык романа Джонатана Свифта «Путешествия Гулливера». Был дядей Фëдора Васильевича Каржавина, оказал значительное влияние на его жизнь и деятельность,

## Биография
Родился в Москве в семье ямщика, занимавшегося также мелкой торговлей. Получив начальное образование и показав незаурядные способности, уехал в Париж, где в Сорбонне изучал юриспруденцию и философию, овладел в совершенстве французским и латинским языками. Окончив обучение, Каржавин занялся исследованиями в области сравнительного языкознания и русской истории, планировал осуществить перевод русских летописей на французский язык (реформы Петра Великого пробудили во Франции большой интерес к России).
В России в 1756 году Тайная канцелярия получила донос против Каржавина и завела дело о его антиправительственных высказываниях и религиозном вольнодумстве. Дело длилось 4 года и было прекращено после смерти доносчика (1760). Это событие позволило Каржавину вернуться на родину, где он был зачислен архивариусом, затем переводчиком в Коллегии иностранных дел. 30 апреля 1765 года он был произведен в чин поручика . В России Каржавин продолжал вести активную культурно–просветительскую работу, переводил различные литературные и научные произведения, собрал одну из лучших в России библиотек.
Большинство трудов Каржавина не сохранились. Главным его достижением стал первый русский перевод романа Джонатана Свифта «Путешествия Гулливера», который вышел в 1772—1773 годах под названием «Путешествия Гулливеровы в Лилипут, Бродинягу, Лапуту, Бальнибарбы, Гуигнгмскую страну или к лошадям». Каржавин выполнил этот перевод не с английского оригинала, а с французского издания Дефонтена. Каржавинский перевод отличался высокими литературными достоинствами, был тепло встречен читателями и в 1780 году был переиздан Н. И. Новиковым. В 1820 году было опубликовано третье издание, однако имя переводчика с титульного листа было снято.
Умер Каржавин в Петербурге в 1772 году после длительной болезни.

## Труды
- Каржавин Е. Н., Каржавин Ф. В. Remarques sur la langue russienne et sur son alphabet = Заметки о русском языке и его алфавите. — СПб., 1791. (Пособие по русскому языку для иностранцев)[4].

## В художественной литературе
- Давыдов, Ю. В. Смуглая Бетси, или Приключения русского волонтёра. //Избранное в трёх томах, том 3. М.: Терра, 1996. ISBN 5-300-00483-9.